# Прокоп (деревня)
Прокоп — деревня в Парабельском районе Томской области России. Входит в состав Заводского сельского поселения. Население 259 чел. (2021) .

## География
Находится в центральной части региона, у р. Падога.
Климат
Находится на территории, приравненной к районам Крайнего Севера.

## История
В соответствии с Законом Томской области от 15 октября 2004 года № 225-ОЗ деревня вошла в состав образованного муниципального образования Заводское сельское поселение.

## Население
| 2002 | 2010 | 2012 | 2013 | 2014 | 2015 | 2021 |
| ---- | ---- | ---- | ---- | ---- | ---- | ---- |
| 336  | ↘317 | ↗324 | →324 | ↗334 | ↘330 | ↘259 |

Национальный состав
Согласно результатам переписи 2002 года, в национальной структуре населения русские составляли 86 % от общей численности населения в 336 чел..

## Инфраструктура
Личное подсобное хозяйство.

## Транспорт
Выезд на проходящую в восточном направлении автодороги Северный широтный коридор.